# 王寺镇
王寺镇，是中华人民共和国河北省沧州市南皮县下辖的一个乡镇级行政单位。

## 行政区划
王寺镇下辖以下地区：
王寺村、罗四拔村、小三拔村、许庄子村、高庄子村、温五拔村、集北头村、陈官屯村、郝五拔村、李六拔村、鄢四拔村、大三拔村、刘夫青村、邢八拔村、李八拔村、詹八拔村、代九拔村、邢九拔村、柴庄村、西郭村、东葛村、唐孙村、西古村和梁场村。